# Compact Pro
Compact Pro（コンパクト・プロ）は、Classic Mac OSにおいて人気のあったデータ圧縮、およびアーカイブユーティリティであり、同ソフトウェアで使用されるデータ圧縮フォーマットのことである。登場当初はCompactorとしてスタート。のちに商標問題によりCompact Proに改称。
当時一般的だった、StuffIt 1.5.1形式よりも圧縮率が高いのが特徴（StuffIt 3.0登場により逆転した）。1.5.1形式からの変換ツールもあった。1990年代、StuffItとともに、人気を博した。通常の圧縮ファイルのほか、自己解凍型のアーカイブを作成することができた。また、フロッピーディスク1枚に入りきらないファイルを分割して圧縮することもできた。通常の拡張子は、.cpt、自己解凍型の拡張子は、.sea。伸長専用でフリーウェアのExtractor（Classic Mac OS版およびMS-DOS版「ExtractorPC」）もあった。
macOSには対応せず、開発を終了している。伸長はStuffIt Expanderでもできる（こちらはmacOS版もある）。